# Wishful Sinful
«Wishful Sinful» es una canción de la banda norteamericana The Doors, de su álbum de 1969 The Soft Parade, sencillo lanzado en febrero de 1969, con el lado B y tema inédito "Who Scared You".Escrita por Robby Krieger.
- Datos: Q2553669